# Olaf Heukrodt
Olaf Heukrodt, né le 23 janvier 1962 à Magdebourg, est un céiste allemand pratiquant la course en ligne.

## Palmarès

### Jeux olympiques
- Médaille d'argent aux Jeux olympiques d'été de 1980 à Moscou en C-2 1000m avec Uwe Madeja.
- Médaille de bronze aux Jeux olympiques d'été de 1980 à Moscou en C-1 500m.
- Médaille d'or aux Jeux olympiques de 1988 à Séoul en C-1 500 m.
- Médaille d'argent aux Jeux olympiques de 1988 à Séoul en C-2 1000m avec Ingo Spelly.
- Médaille de bronze aux Jeux olympiques d'été de 1992 à Barcelone en C-1 500 m[1].